# Wonderland (chanson)
Pour les articles homonymes, voir Wonderland.
Singles de Natalia Kills
Mirrors
(2010) Champagne Showers
(2011)
Wonderland est une chanson interprétée et écrite par l’artiste anglaise Natalia Kills, issue de son premier album, Perfectionist. Elle est écrite par Kills, Michael Warren ainsi que par « The-Ron » Feemster, produite par ce dernier et sort en tant que deuxième single de son album le 12 avril 2011 aux États-Unis, contrairement au Royaume-Uni où le morceau n'a pas été considéré comme un single, et à partir du 3 juin 2011 dans certains pays d'Europe, sur toutes les plateformes de téléchargement légal. Les thèmes de ce morceau sont l’amour cru, qui n'est pas rattaché aux contes de fées et la réalité, à partir le point de vue de l'artiste, sur la romance. Le morceau a également été choisi pour apparaître dans le film fantastique-romantique Sortilège , sorti la même année que le single.

## Composition et texte
Le site Web AllMusic a décrit Wonderland comme étant un morceau synth pop « chatoyant », comparant sa sonorité aux chansons issues de l’album The Fame Monster de la chanteuse américaine Lady Gaga.
S’exprimant sur le message derrière Wonderland, Kills a déclaré : « Il s’agit de la première chanson de l’album. Je voulais vraiment rejeter les idéologies de la perfection et des contes de fées que nous sommes conditionnés à aspirer à partir d'un jeune âge. Si vous croyez en une fin heureuse et que vous comptez les roses en attendant la venue d’un prince pour vous sauver, ça ne vous mènera qu’à une extrême déception et à la douleur lorsque votre cœur sera brisé et que vous réaliserez que la vie n’est pas toujours aussi belle ».
Une critique a décrit la chanson de la manière suivante : « Kills semble être très ambivalente à propos des contes de fées dans ses textes, à la fois désireuse d’être emmenée au “pays des merveilles”, tout en étant en pleine confession qu’elle “ne croit pas aux contes de fées”. Il y a un acquittement tout au long du morceau clamant que la vie, comme les contes de fées, est à la fois belle et dangereuse. Il semble y avoir une certaine compréhension affirmant que la manière dont la société voit les “relations féeriques” serait fausse et sans valeur. Par conséquent, les relations réelles et honnêtes auraient une valeur beaucoup plus importante ».

## Accueil critique
Consequence of Sound a rapporté que Wonderland est l'un des meilleurs titres de l'album, délcarant : « Wonderland dénote la perfection pop que Kills avait pour objectif, avec des paroles étranges et amusantes (“Who needs true love / As long as you love me truly?”, “Will you wake me up boy / If I bite your poison apple?”) et un refrain accrocheur et original » . Digital Spy a également désigné le morceau comme l'un des meilleurs de cet opus, indiquant : « Wonderland est un moyen affabulateur pour une fin parfaite, lacé avec des sections de chœur rappelant l'univers du théâtre et des références aux contes de fées » . Star Magazine a décrit le titre comme « un Wonderland magnifique et à l'air morose, montrant une conscience de soi forte et un peu menaçante » .

## Vidéoclip
Le vidéoclip du morceau a été publié sur YouTube le 6 avril 2011 . Depuis sa parution jusqu'au début de l'année 2014, il a été visionné plus de 5 millions de fois. La vidéo commence sur un plan montrant Kills, traînée par des soldats dans des escaliers à l'intérieur d'un manoir. Cette section de la vidéo est entrecoupée d'images de policiers armés, se battant contre des hommes masqués. Elle est ensuite forcée à s'asseoir à une table où sont assises d'autres femmes dont les visages sont à moitié masqués. On lui sert alors un cœur cuit pendant que les autres femmes sont en train de manger des petits gâteaux saupoudrés de pilules, remplaçant les petits bonbons traditionnels. Elles sont surveillées par des soldats qui se tiennent à l'étage supérieur. C'est alors que Kills monte sur la table, entraînant les soldats à courir vers elle, l'attraper et la plaquer sur la table. La scène coupe soudainement pour l'extérieur de la maison où deux soldats escortent Kills en bas des marches. Sa tête est couchée vers le bas et un bourreau la décapite avec une hache. Tout au long de la vidéo, Kills est représentée en train de chanter tout en s'appuyant sur une porte fermée. Le clip vidéo est parfois entrecoupé par des mots, phrases et paroles tels que « Love is Pain », « Danger » et « Lies ». 
Il existe deux versions du clip, une édition censurée et une autre non-censurée, étant le montage d'origine.
Peter Robinson du Guardian, qui a pris en compte les apparitions de la chanteuse dans la sitcom britannique The Archers en 2003, a commenté : « Bizarrement, elle a été prise sous l'aile de will.i.am et rebaptisée comme une sorte de princesse sombre de la pop “post-Gaga”. C'est un peu idiot et elle ne peut pas endosser ce rôle à la perfection mais les chansons électro maussades – même quand elles sonnent un peu vieillottes – restent géniales » .

## Liste des pistes
- Numérique [9]

1. Wonderland – 3:31

- CD single [10]

1. Wonderland – 3:31
2. Wonderland (Release Yourself Club Remix) – 6:13

- EP numérique de remixes [11]

1. Wonderland (Release Yourself Club Remix) – 6:13
2. Wonderland (Ladytron Remix) – 3:27
3. Wonderland (We Have Band Remix) – 4:22
4. Wonderland (clip) – 4:02

## Crédits
- Natalia Kills – chanteuse
- « The-Ron » Feemster – producteur, guitariste, instrumentiste, choriste
- Robert Horn – ingénieur, guitariste
- Zach Kasik – ingénieur
- Rrlytox – mixeur

## Classements
| Classement (2011)            | Meilleure position |
| ---------------------------- | ------------------ |
| Autriche (Ö3 Austria Top 40) | 55                 |
| Allemagne (Media Control AG) | 45                 |
| Slovaquie (IFPI)             | 93                 |

## Historique de sortie
| Pays        | Date            | Format                          | Label              |
| ----------- | --------------- | ------------------------------- | ------------------ |
| États-Unis  | 12 avril 2011   | Téléchargement légal            | Interscope records |
| Allemagne   | 3 juin 2011 ,   | CD single, téléchargement légal | Interscope records |
| Royaume-Uni | 28 juillet 2011 | CD single, téléchargement légal | Interscope records |